# Vilajet Hidjaz

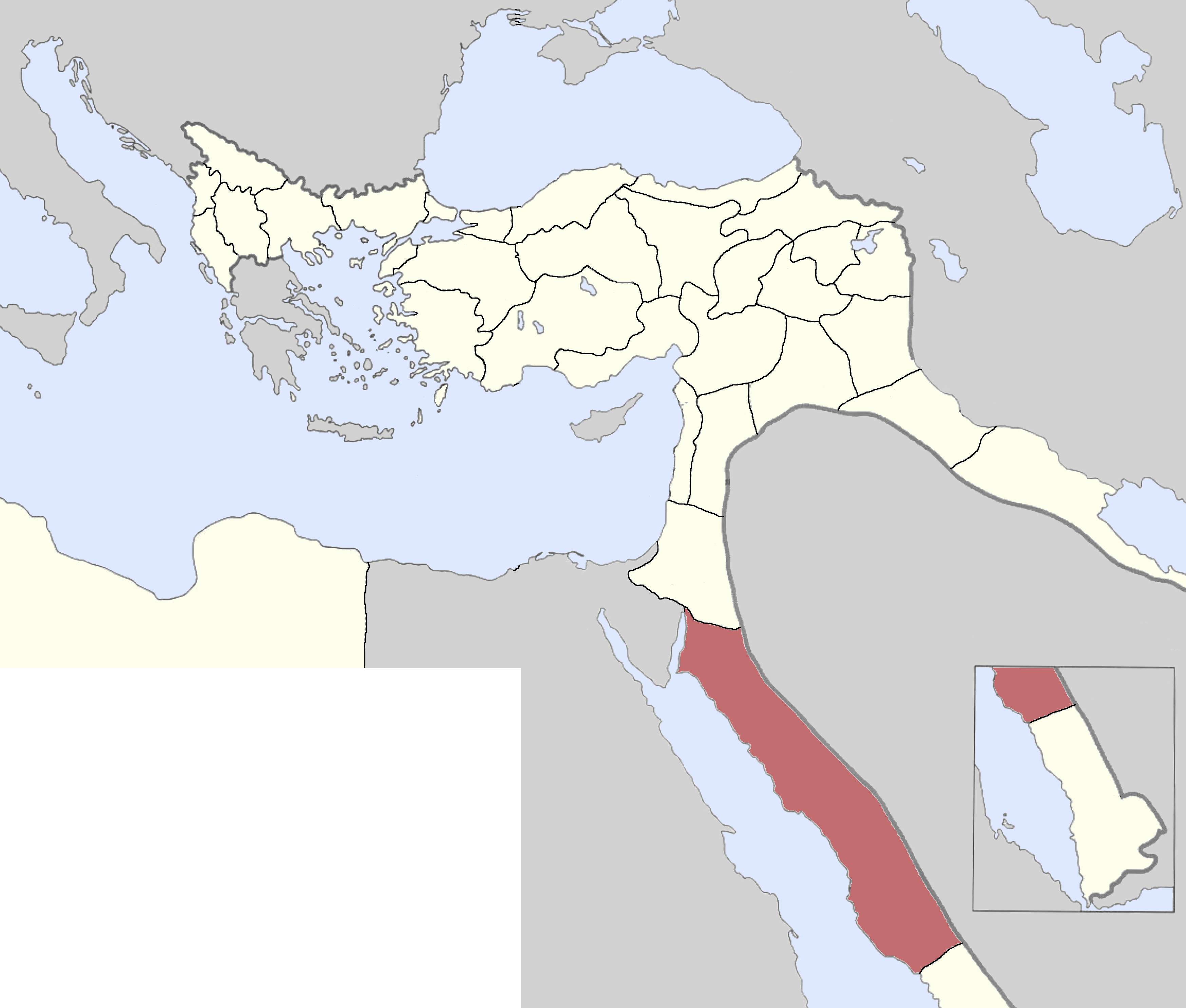
Vilajet Hidjaz in 1900.

Vilajet Hidjaz was een provincie van het Ottomaanse Rijk van 1872 tot 1919. De provincie Hidjaz omvatte het gehele kustgebied van het Arabisch Schiereiland aan de Rode Zee (de regio Hidjaz) tussen de vilajet Jemen en de Levant.
Ondanks het gebrek aan natuurlijke hulpbronnen was de regio, als geboorteplaats van de Islam, van groot politiek belang en daardoor een bron van legitimiteit voor de Ottomaanse heerschappij. Buiten de steden was de Ottomaanse macht zwak. Alleen in Mekka en Medina waren permanente Ottomaanse garnizoenen gevestigd.